# Єлькіна Альбіна Петрівна
Єлькіна Альбіна Петрівна (1932—2009) — радянська українська легкоатлетка. Виступала за збірну СРСР з легкої атлетики у 1950-х роках, багаторазова призерка першостей всесоюзного та республіканського значення, учасниця літніх Олімпійських ігор у Мельбурні. Почесний майстер спорту СРСР. Тренерка з легкої атлетики, спортивна функціонерка.

## Життєпис
Народилася 1932 року в селі Новокиївка Мазанівського району (тоді Далекосхідний край).
Займалася легкою атлетикою у Вінниці, 1955 року закінчила історичний факультет Вінницького державного педагогічного інституту. Виступала за УРСР, добровільні спортивні товариства «Буревісник» (Вінниця) та «Авангард» (Запоріжжя), представляла спортивні клуби «Металург» та «Запоріжсталь».
Заявила про себе на всесоюзному рівні в сезоні 1956 року, коли на чемпіонаті країни рід час Першої літньої Спартакіади народів СРСР у Москві з результатом 49,42 виборола срібну медаль у метанні диска, поступившись Ніні Пономарьовій. Завдяки цьому виступала за СРСР на літніх Олімпійських іграх у Мельбурні — кинула диск на 48,20 метра, посівши у підсумковому протоколі на п'яту сходинку.
1961 року на чемпіонаті СРСР в Тбілісі з результатом 49,71 здобула бронзу.
У 1962 році на чемпіонаті СРСР в Москві з результатом 51,70 знову стала бронзовою призеркою.
1963 року на міжнародному турнірі у Капфенберзі встановила особистий рекорд у метанні диска — 54,96 метра.
Багаторазова чемпіонка (1955—1960), рекордсменка (1957; 50 м 77 см) України.
Згодом працювала тренеркою в спортивному клубі при заводі «Дніпроспецсталь», займала посаду директора Школи вищої спортивної майстерності. Була співробітницею Центру олімпійської підготовки з легкої атлетики у Запоріжжі.
Померла 2009 року в місті Запоріжжя.